# San Marino Calcio 2004-2005
Questa pagina raccoglie le informazioni riguardanti il San Marino Calcio nelle competizioni ufficiali della stagione 2004-2005.

## Stagione
Nella stagione 2004-2005, il San Marino Calcio ha partecipato al campionato di Serie C2, girone B, concludendo la stagione regolare al 4º posto con 61 punti, frutto di 15 vittorie, 16 pareggi e 7 sconfitte, segnando 47 reti e subendone 32. Questo piazzamento ha garantito alla squadra l'accesso ai play-off promozione per la Serie C1.
In semifinale, la squadra ha affrontato la Cisco Roma. Nella gara d'andata, disputata allo stadio Olimpico di Serravalle, il San Marino si è imposto per 2-1. Tuttavia, nella partita di ritorno, giocata allo stadio Flaminio di Roma, i biancazzurri sono stati sconfitti per 2-0, venendo così eliminati dalla corsa alla promozione.
Nonostante l'eliminazione, durante l'estate successiva, il San Marino Calcio è stato ripescato in Serie C1 a seguito delle esclusioni per motivi economici di diverse società, tra cui il Varese e la Sambenedettese, ottenendo così la promozione nella terza serie del calcio professionistico italiano.

## Rosa
| N. |                       | Ruolo | Calciatore          |
| -- | --------------------- | ----- | ------------------- |
|    | Italia (bandiera)     | C     | Simone Berardi      |
|    | Italia (bandiera)     | C     | Alec Bolla          |
|    | Italia (bandiera)     | C     | Daniele Bordaccioni |
|    | Italia (bandiera)     | C     | Andrea Bracaletti   |
|    | Italia (bandiera)     | C     | Danilo Coppola      |
|    | Italia (bandiera)     | D     | Roberto Di Maio     |
|    | Francia (bandiera)    | C     | Belel Es Sebri      |
|    | Italia (bandiera)     | A     | Fausto Ferrari      |
|    | Italia (bandiera)     | C     | Adriano Fiore       |
|    | San Marino (bandiera) | C     | Alex Gasperoni      |
|    | Italia (bandiera)     | A     | Felice Gesuele      |
|    | Francia (bandiera)    | A     | Thierry Luison      |
|    | Italia (bandiera)     | P     | Christian Mandrelli |
|    | San Marino (bandiera) | C     | Michele Marani      |
|    | Italia (bandiera)     | P     | Simone Montanari    |

| N. |                       | Ruolo | Calciatore         |
| -- | --------------------- | ----- | ------------------ |
|    | Italia (bandiera)     | D     | Simone Narducci    |
|    | San Marino (bandiera) | C     | Francesco Perrotta |
|    | Italia (bandiera)     | A     | Marco Pierobon     |
|    | Italia (bandiera)     | A     | Michele Pietranera |
|    | Italia (bandiera)     | C     | Gianluca Procopio  |
|    | Italia (bandiera)     | C     | Daniele Proietti   |
|    | Italia (bandiera)     | A     | Alberto Rondina    |
|    | Italia (bandiera)     | C     | Matteo Rossi       |
|    | Italia (bandiera)     | D     | Gianmario Specchia |
|    | Italia (bandiera)     | D     | Luca Suprani       |
|    | Italia (bandiera)     | D     | Mirko Taccola      |
|    | Italia (bandiera)     | C     | Antonello Troiano  |
|    | San Marino (bandiera) | A     | Matteo Valli       |
|    | Italia (bandiera)     | A     | Alberto Villa      |